# Groot (postać fikcyjna)
Groot – fikcyjna postać, pojawiająca się w amerykańskich komiksach, wydawanych przez Marvel Comics. Została stworzona przez Stana Lee, Larry’ego Liebera i Jacka Kirby'ego. Po raz pierwszy pojawiła się w Tales to Astonish#13 (listopad 1960). Groot jest pozaziemskim stworzeniem, przypominającym drzewo. Pierwotnie był najeźdźcą, którego celem było schwytanie ludzi i wykorzystanie ich do eksperymentów.
Postać została wprowadzona ponownie jako bohaterska, szlachetna istota w 2006 i pojawiła się w Annihilation: Conquest. Ponadto Groot został jednym z głównych bohaterów filmu Strażnicy Galaktyki, dołączając do zespołu o tej samej nazwie. Postać była prezentowana w wielu powiązanych produktach Marvela, takich jak zabawki, karty kolekcjonerskie czy seriale animowane. Vin Diesel podkładał głos Grootowi w produkcjach Filmowego Uniwersum Marvela: Strażnicy Galaktyki (2014), Strażnicy Galaktyki Vol. 2 (2017), Avengers: Wojna bez granic (2018), Avengers: Koniec Gry (2019). Ten sam aktor podkładał głos Grootowi w filmie Ralph Demolka w internecie (2018). Od czasu premiery filmu, Groot stał się ikoną popkultury, a powtarzane przez niego słowa I am Groot (ang. Jestem Groot) stały się memem internetowym.